# Walter E. Theuerkauf
Walter E. Theuerkauf (* 7. Juni 1935 in Hildesheim; † 9. August 2014) war ein deutscher Erziehungswissenschaftler und Lehrstuhlinhaber in Braunschweig.

## Leben
Walter E. Theuerkauf wurde 1935 als Sohn von Magdalena Theuerkauf, geborene Deckmann, und des Direktors Walter Theuerkauf im niedersächsischen Hildesheim geboren. Nach dem Abitur in Hildesheim studierte Walter Theuerkauf Elektrotechnik mit Schwerpunkt Energietechnik an der TH Hannover und wurde 1964 Diplom-Ingenieur. Von 1964 bis 1967 war Wissenschaftlicher Assistent an der Technischen Universität Clausthal, wo von 1967 bis 1970 als Oberingenieur arbeitete. Nach der 1970 erfolgten Promotion zum Dr.-Ing. an der TU Clausthal war er bis 1971 in der Industrie tätig, so bei Daimler-Benz. Von 1971 bis 1977 lehrte er als Dozent an der PH Niedersachsen.
Im Jahr 1977 wurde er ordentlicher Professor für Allgemeine Techniklehre und ihre Didaktik zunächst noch an der PH Braunschweig, die 1978 zur TU Braunschweig zugeschlagen wurde. Zudem war er von 1977 bis 1981 Lehrbeauftragter der Universität Göttingen. Die Denomination seiner ordentlichen Professur für Allgemeine Technologie und Technikdidaktik änderte sich 1998 auf Professur für Technikpädagogik. 2003 emeritierte er. An der TU Braunschweig war er unter anderem Dekan (1979 bis 1983) des Fachbereichs Erziehungswissenschaft und Senatsmitglied sowie Leiter des Technologie-Transfer-Zentrums Technische Bildung (TTZ).
Seine Publikations- und Forschungsschwerpunkte waren technische Bildung für Allgemeinbildende Schulen unter internationalen Aspekten, Lernprozesse in der gewerblich-technischen Ausbildung und betrieblichen Weiterbildung in Bereichen der Mechatronik, ganzheitliche Vermittlung von Technik auf der Grundlage der Prozessorientierung im Product Life Circle Management (PLM), Entwicklung und Evaluierung von Medien im Bereich der Automatisierungstechnik und Blended Learning und kollaboratives Lernen in Netzen mit internationalen Partnern.
Walter E. Theuerkauf war evangelisch, ab 1965 verheiratet mit Eva-Karola Theuerkauf, geborene Hinz, und hatte einen Sohn (Jörg Theuerkauf).

## Schriften (Auswahl)
- Verhalten einer Asynchronmaschine mit Drehstromsteller im Läuferkreis. Dissertation, 1970, OCLC 51679280.
- als Hrsg. mit Elke Hartmann: Allgemeine Technologie und Technische Bildung. Peter Lang, Internationaler Verlag der Wissenschaften, Frankfurt am Main u. a. O. 2008, ISBN 978-3-631-58332-6 (enthält Beiträge einer wissenschaftlichen Konferenz im Jahr 2006 in Halle (Saale) anlässlich des 75. Geburtstags von Horst Wolffgramm).
- Prozessorientierte technische Bildung. Ein transdisziplinäres Konzept. Frankfurt am Main 2013, ISBN 978-3-631-64111-8.